# Awanhard (NKMZ) Kramatorsk
Awanhard (NKMZ) Kramatorsk (ukr. ФК «Авангард» (НКМЗ) Краматорськ) – ukraiński klub piłkarski z siedzibą w mieście Kramatorsk, na wschodzie kraju, działający w latach 1935–1987.

## Historia
Chronologia nazw:
- 1935: NKMZ Kramatorsk (ukr. «НКМЗ» [Новокраматорський машинобудівний завод], ros. «НКМЗ» [Новокраматорский машиностроительный завод])
- 1936: Zawod im. Stalina Kramatorsk (ukr. «Завод імені Сталіна Краматорськ, ros. «Завод им. И.В. Сталина» Краматорск)
- 1938: Awanhard (NKMZ) Kramatorsk (ukr. «Авангард» (НКМЗ) Краматорськ, ros. «Авангард» (НКМЗ) Краматорск)
- 1987: klub rozwiązano

Drużyna piłkarska NKMZ została założona w Kramatorsku w 1935 roku i reprezentowała Nowokramatorski Maszynowy Zakład (NKMZ), który został wybudowany 28 września 1934 roku. W 1937 roku zespół pod nazwą Zawod im. Stalina W 1937 debiutował w rozgrywkach Pucharu ZSRR. W 1938 roku po raz drugi zagrał w Pucharze ZSRR, gdzie spotkał się w grupie z innym Awanhardem, który reprezentował Starokramatorski Maszynowy Zakład (SKMZ), dlatego też klub nazywał się Zawod im. Stalina lub Awanhard (NKMZ). W latach 1937 zespół startował w mistrzostwach Ukraińskiej SRR, a w 1938 w Pucharze Ukraińskiej SRR. Potem występował w rozgrywkach mistrzostw i Pucharu obwodu donieckiego. 
Wprowadzenie pieriestrojki negatywnie odbiło się na klubie, z przyczyn finansowych został rozwiązany.

## Sukcesy

### Trofea międzynarodowe
Nie uczestniczył w rozgrywkach europejskich (stan na 31-05-2024).

### Trofea krajowe
| \| \| Zdobyte trofea w rozgrywkach Związku Radzieckiego (stan na: 31-05-2024) \| |                                                                         |      |            |
| Rozgrywki                                                                        | Osiągnięcie                                                             | Razy | Sezon(y)   |
| Mistrzostwo                                                                      | I miejsce                                                               | 0    |            |
| Mistrzostwo                                                                      | II miejsce                                                              | 0    |            |
| Mistrzostwo                                                                      | III miejsce                                                             | 0    |            |
| Puchar                                                                           | zdobywca                                                                | 0    |            |
| Puchar                                                                           | finalista                                                               | 0    |            |
| Puchar                                                                           | 1/64 finału                                                             | 2    | 1937, 1938 |
| II liga                                                                          | I miejsce                                                               | 0    |            |
| II liga                                                                          | II miejsce                                                              | 0    |            |
| II liga                                                                          | III miejsce                                                             | 0    |            |
|                                                                                  | Zdobyte trofea w rozgrywkach Związku Radzieckiego (stan na: 31-05-2024) |      |            |

## Poszczególne sezony

### Rozgrywki międzynarodowe

#### Europejskie puchary
Klub nie uczestniczył w rozgrywkach europejskich.

### Rozgrywki krajowe
| \| \| Bilans występów klubu w rozgrywkach piłkarskich Związku Radzieckiego (Stan na 31 grudnia 1992 r.) \| |                                                                                                   |        |       |   |   |   |    |    |     |           |        |        |        |
| Poziom | Rozgrywki                                                                                         | Sezony | Mecze | Z | R | P | B+ | B– | Pkt | Lata      | Awanse | Spadki | Naj.   |
| I | Wysszaja liga / Klass A (wysszaja gruppa) / Klass A (1 gruppa) / Klass A / Gruppa 1 / Gruppa A    | 0      |       |   |   |   |    |    |     |           |        |        |        |
| II | Pierwaja liga / Klass A (1 gruppa) / Klass A (2 gruppa) / Klass B / Gruppa 2 / Gruppa B           | 0      |       |   |   |   |    |    |     |           |        |        |        |
| III | Wtoraja liga / Klass A (2 gruppa) / Klass B / Gruppa 3 / Gruppa W                                 | 0      |       |   |   |   |    |    |     |           |        |        |        |
| IV | Wtoraja nizszaja liga / Klass B / Gruppa G                                                        | 0      |       |   |   |   |    |    |     |           |        |        |        |
| V | Gruppa D                                                                                          | 0      |       |   |   |   |    |    |     |           |        |        |        |
| | Puchar ZSRR                                                                                       | 2      |       |   |   |   |    |    |     | 1937–1938 | 0      | 0      | 1/64 f |
| | Bilans występów klubu w rozgrywkach piłkarskich Związku Radzieckiego (Stan na 31 grudnia 1992 r.) |        |       |   |   |   |    |    |     |           |        |        |        |

## Struktura klubu

### Stadion
Drużyna rozgrywała swoje mecze domowe w Kramatorsku na stadionie Bluming, który może pomieścić 10.000 widzów.

### Sponsorzy
- Nowokramatorski Maszynowy Zakład (NKMZ).

## Kibice i rywalizacja z innymi klubami

### Derby
- SK Kramatorsk (Awanhard-CKMZ Kramatorsk)
- Szachtar Gorłówka